# Bothriothorax flaviscapus
Bothriothorax flaviscapus är en stekelart som beskrevs av Girault 1915. Bothriothorax flaviscapus ingår i släktet Bothriothorax och familjen sköldlussteklar. Inga underarter finns listade.